# 경주 설씨 (호진)
경주 설씨(慶州 薛氏)는 경상북도 경주시를 본관으로 하는 한국의 성씨이며, 시조 호진(虎珍)은 신라 명활산(明活山) 고야촌(高耶村) 촌장이다.

## 역사
설(薛)씨의 기원은 신라 건국 설화의 고야촌(明活山 高耶村) 촌장 호진(虎珍)이다. 신라 유리 이사금 9년(기원후 32년)에 6촌이 6부로 개칭하고, 명활산 고야촌을 습비부로 고칠 때 성을 설(薛)씨로 사성받고 경주를 본관으로 하였다.
신라시대 설총은 원효대사와 태종무열왕의 딸 요석공주(瑤石公主) 사이에서 태어나 국학(國學)을 크게 진흥시키고 이두(吏讀)를 집대성하였다. 31대 인손은 순창을 본관으로 분적하였다.
고려시대 대대로 의술을 가업으로 이어온 집안에서 태어난 설경성(薛景成)은 의술에 정통하여 처음에 상약의좌(尙藥醫佐)에 보임되었다가 거듭 승진해 군부총랑(軍簿摠郞)이 되고 동지밀직사사(同知密直司事)로 승진했으며 지도첨의사사(知都僉議司事)로 전임한 후 벼슬에서 물러났다. 충렬왕은 병이 들 때마다 설경성(薛景成)을 주치의로 삼았으며 이로 말미암아 그의 명성이 높아졌다. 나중 특별히 찬성사(贊成事)까지 역임하였다. 설경성의 아들 설문우(薛文遇)는 과거에 급제해 성균대사성(成均大司成)까지 지냈다.
경주 설씨는 조선시대 무과 급제자 10명, 생원·진사 7명을 배출하였다.

### 항렬자
| 41세     | 42세   | 43세     | 44세   | 45세     | 46세   | 47세     | 48세   | 49세     | 50세   | 51세     |
| -------- | ------ | -------- | ------ | -------- | ------ | -------- | ------ | -------- | ------ | -------- |
| 口기(基) | 진(鎭) | 口원(源) | 표(杓) | 口열(烈) | 재(在) | 口현(鉉) | 택(澤) | 口식(植) | 환(煥) | 口규(圭) |